# 薩達拉角
薩達拉角（英語：Sadala Point）是南極洲的海岬，位於南設得蘭群島中羅伯特島東南面，處於羅伯特角東北面2.43公里、巴圖利亞角西南面2.97公里和基臣角西南4.8公里。

## 外部連結

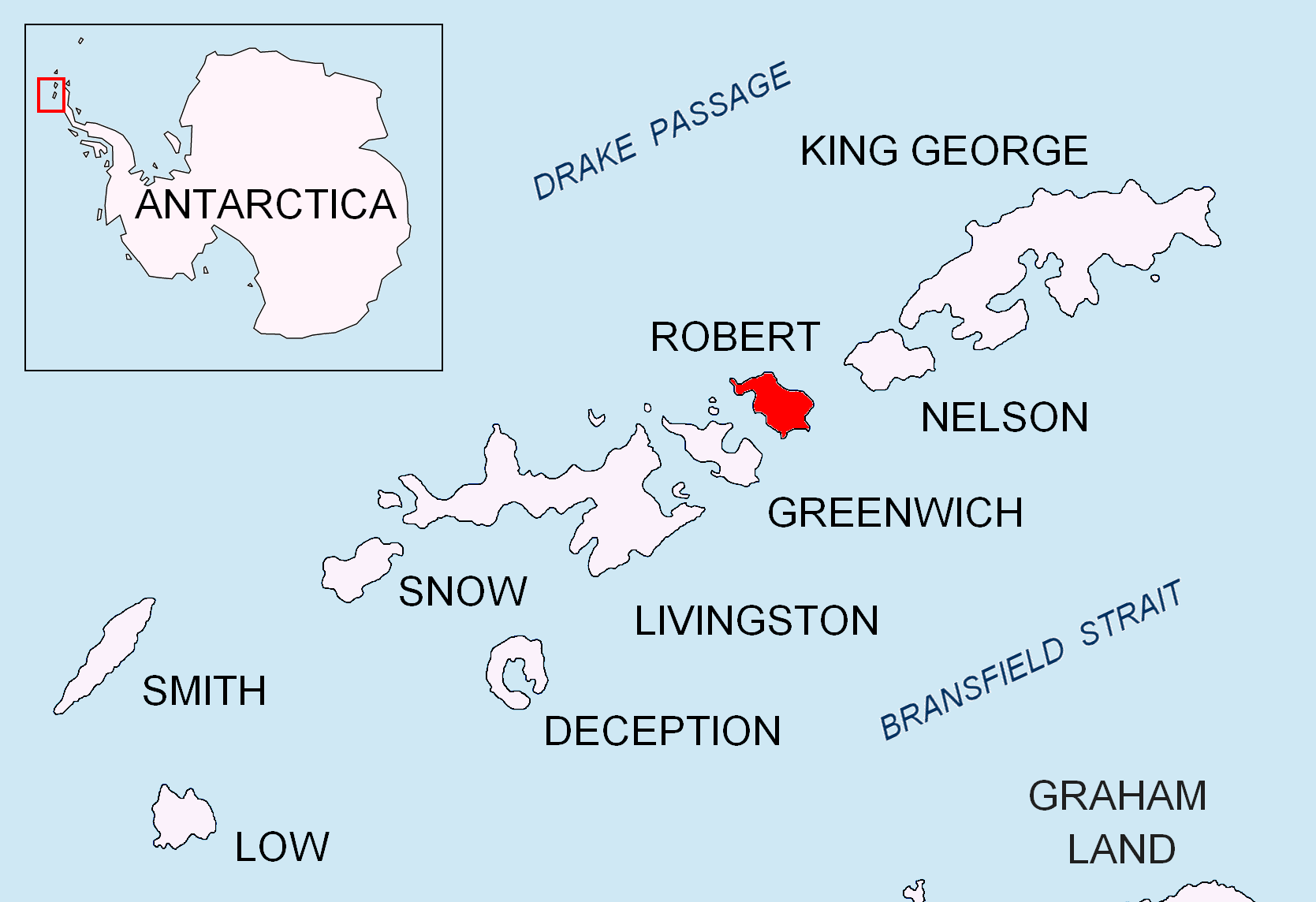

- Sadala Point.（页面存档备份，存于） SCAR Composite Gazetteer of Antarctica.

62°25′46.8″S 59°21′48″W / 62.429667°S 59.36333°W